# نفیس صادق
نفیس صادق (انگلیسی: Nafis Sadik; ۱۸ اوت ۱۹۲۹ – ۱۴ اوت ۲۰۲۲) مشاور ویژه دبیرکل سازمان ملل متحد، مدیر اجرایی صندوق جمعیت سازمان ملل متحد و پزشک زنان و زایمان اهل پاکستان بود.